# Kontrakt terminowy
Kontrakt terminowy – umowa sprzedaży, w której kupujący zobowiązuje się do nabycia, a sprzedający do sprzedaży w ściśle określonym, przyszłym czasie po ściśle określonej w momencie zawarcia transakcji cenie, określonej ilości wystandaryzowanego instrumentu bazowego lub dokonania równoważnego rozliczenia finansowego. Instrumentami bazowymi mogą być dowolne wartości ekonomiczne, które można wyliczyć w sposób niebudzący wątpliwości (np. surowce, akcje, indeksy giełdowe, waluty).
Kontrakty terminowe są wykorzystywane przede wszystkim do zabezpieczania się przed ryzykiem wynikającym ze zmiany ceny instrumentu bazowego w przyszłości.
Do kontraktów terminowych zalicza się:
- futures
  - short-term interest rate (STIR)
- forward
  - forward rate agreement (FRA)